# Megan Wynne
Megan Wynne (Welwyn Garden City, 21 gennaio 1993) è una calciatrice gallese, centrocampista del Southampton e della nazionale gallese.

## Palmarès
- FA Women's Premier League Cup: 21

Tottenham: 2015-2016